# Andreína Martínez
Andreína Martínez Founier (nacida el 22 de septiembre de 1997) es una modelo y reina de belleza dominicana-estadounidense que fue coronada Miss República Dominicana 2021 y representó a República Dominicana en el concurso Miss Universo 2022. Donde ocupó el título de segunda finalista.
Martínez debía haber competido en Miss Universo 2021, pero dio positivo por COVID-19 antes del certamen, por lo que Debbie Aflalo, la primera finalista, ocupó su lugar. Más tarde Andreína Martínez fue nombrada Miss República Dominicana 2022.

## Biografía y carrera
Martínez nació en Santiago de los Caballeros, República Dominicana y creció en El Bronx. Asistió a la escuela secundaria Bronx Bridges, donde fue capitana del equipo de softbol de la escuela. Después de la secundaria, asistió al City College of New York (CCNY) de la Universidad de la Ciudad de Nueva York, donde se graduó summa cum laude de una licenciatura en psicología y estudios latinoamericanos, gracias a la beca federal Pell.
Durante su trayectoria como modelo ha participado en la New York Fashion Week, además ha sido la imagen de Missoni, Nars cosmetics y Sephora. En 2018 se vinculó al Congreso de los Estados Unidos, donde laboró como pasante legislativa en la oficina de la senadora Kirsten Gillibrand, en Washington D. C. Asimismo se desempeñó como pasante de presupuesto legislativo en el Consejo Municipal de Nueva York. Gracias a esta labor recibió el apoyo del Gobierno de los Estados Unidos para su candidatura a Miss Universo.
Se desempeñó como embajadora de America Needs You, una organización sin ánimo de lucro (OSAL) en Nueva York. Dirige Women’s Equality Center, una organización sin ánimo de lucro que trabaja por los derechos de la mujer en Latinoamérica y el Caribe.

### Miss República Dominicana 2021
Martínez representó a la Comunidad Dominicana en los Estados Unidos en Miss República Dominicana 2021 el 7 de noviembre de 2021 en el Salón de Eventos Sambil en Santo Domingo, donde fue coronada ganadora por la titular saliente Kimberly Jiménez Más Tarde siendo coronada  Debbie Aflalo Por está dar positivo al Covid 19.